# Les Enfants de chœur
Pour les articles homonymes, voir Les Héros.
Pour plus de détails, voir Fiche technique et Distribution.
Les Enfants de chœur (Gli eroi), également connu sous le titre Les Héros, est un film italien réalisé par Duccio Tessari et sorti en 1973.

## Synopsis
En 1942 en Tunisie pendant la guerre, un détachement allié est attaqué par des Allemands. Les deux seuls survivants découvrent deux millions de livres sterling dans les restes du convoi.

## Fiche technique
- Titre italien : Gli eroi
- Autre titre : Les Héros
- Titre anglais : The Heroes
- Réalisation : Duccio Tessari
- Scénario : Sergio Donati, Luciano Vincenzoni, d'après un roman d'Albert Kantof et René Havard
- Photographie : Carlo Carlini
- Musique : Riz Ortolani
- Montage : Mario Morra
- Genre : comédie, film d'espionnage, film de guerre
- Durée : 105 minutes
- Dates de sortie : 
  - Italie : 23 février 1973
  - France : 30 juin 1976 (Paris)

## Distribution
- Rod Steiger : Guenther von Lutz
- Rosanna Schiaffino : Katrin
- Claude Brasseur : Raphaël Tilbaudet
- Aldo Giuffré : Spartaco Amore
- Terry-Thomas : Major John Cooper
- Gianni Garko : Schreiber
- Rod Taylor : lieutenant Bob Robson
- Ángel Aranda : Cowlich
- Nino Segurini : soldat Neumann
- Miguel Bosé : soldat Emmerich
- Antonio Pica : colonel Dietrich
- Paolo Giusti